# 酪氨酸激酶2
非受体酪氨酸激酶2（英語：Non-receptor tyrosine-protein kinase，TYK2） 是人类基因组中TYK2基因所编码的酶。
TYK2是JAK家族中第一个被报导的（该家族的其它成员有JAK1、JAK2和JAK3），与干扰素α、IL-6、IL-10和IL-12的信号相关。化学式为：C5961H9279O1703N1689S56 

## 功能
酪氨酸激酶2是TYK2基因编码的酪氨酸激酶中JAK激酶家族（JAKs）的一个成员蛋白。该蛋白与I型或II型细胞因子受体的胞质结构域结合，并通过磷酸化受体亚基来传递细胞因子的信号。该酶参与干扰素α和β产生的信号通路，因此也可能在抗病毒免疫中扮演一个角色。
细胞因子通过调节免疫细胞以及其它系统的细胞的存活、增殖、分化以及功能在免疫与炎症中起关键作用。因此，以细胞因子及其受体为靶标是治疗这类疾病的有效手段。白细胞介素、干扰素和促红细胞生成素等细胞因子正是通过I型和II型细胞因子受体与JAK家族的激酶结合来传递胞内信号。
哺乳动物的JAK激酶家族拥有四个成员：JAK1、JAK2、JAK3和酪氨酸激酶2（TYK2）。Jak激酶和细胞因子信号之间关系的第一次阐明是在筛选I型干扰素（IFN-1）信号相关基因时，鉴别出Tyk2是细胞因子受体进行一系列激活必要组件。而与早先在小鼠模型分析的基础上鉴定出的Tyk2对IL-12与I型干扰素信号的介导相比，Tyk2在人类基因组中的功能更为广泛和深刻。TYK2缺陷已在人类细胞中比在小鼠细胞的影响更大，在干扰素α和β以及IL-12之外，Tyk2还对IL-23、IL-10以及IL-6信号的转导起重要作用。因此，对于与gp-130受体链相结合的IL-6类细胞因子，包括IL-6、IL-11、IL-27、IL-31、制瘤素（OSM）、睫状神经营养因子、心肌营养素1、心肌营养素样细胞因子因子以及LIF，Tyk2都具有信号传导作用。近来由发现了IL-12和IL-23在激活Tyk2的过程中使用了相同的配体与受体亚基。
IL-10是一个关键的抗炎性细胞因子，IL-10基因敲除的小鼠会遭受致命的全身性自體免疫性疾病。Tyk2由IL-10激活它的缺乏会影响细胞生成和响应IL-10的能力。在一般生理条件下，免疫细胞会受到许多种细胞因子的调节作用。现在已经清楚的是，这些不同的细胞因子信号在通过JAK–STAT信号通路时，会发生相互串扰。

## 炎症上的機制
目前普遍認為动脉粥样硬化肇因於發炎現象中的分子与细胞变化，而血管發炎可能是由血管收縮素II（Angiotensin II）的表現增加所致。發炎的血管會在局部分泌白細胞介素6（Interleukin 6，IL-6），IL-6是一種細胞激素，會促進血管收縮素II合成及分泌，和透過JAK-STAT信號通路促進肝臟的血管新生作用。
JAK/STAT3途徑會被目標細胞膜上的高親和性蛋白受體白細胞介素6受體（Interleukin-6 receptor，IL-6R）致活，參與這個連鎖反應的蛋白，包含了醣蛋白130（glycoprotein 130，gp-130）和酪胺酸激酶（JAK1、JAK2和Tyk2）。
在慢性哮喘患者的肺中，細胞因子白細胞介素4（Interleukin 4，IL-4）和白細胞介素13（Interleukin 13，IL-13）的濃度會升高。經由IL-4/IL-13複合物的信息途徑被認為是由白細胞介素6受體（Interleukin-6 receptor，IL-4Rα），其中受體包含了JAK-1和Tyk2等激酶。
從缺乏Tyk2的小鼠（Tyk2-/-）身上，我們可以觀察到Tyk2對於類風溼性關節炎的發生所造成的影響。Tyk2-/-的小鼠對於低劑量的干擾素-α （IFN-α）缺乏反應性，但在高劑量的 IFN-α和IFN-β作用下，反應仍然是正常的。另外，這些小鼠對於IL-6和IL-10的作用反應正常，可見Tyk2對於IL-6和IL-10的傳訊調節上市非必要的，且在IFN-α的傳訊上也並不是扮演非常主要的角色。
雖然Tyk2-/-的小鼠表型正常，但他們在發炎反應中仍然有許多不正常的症狀。最明顯的是這些小鼠的巨噬細胞不會受到脂多糖（Lipopolysaccharide，LPS）的刺激而釋放出一氧化氮。對於這LPS信息傳送的分子機制，進一步的研究發現，Tyk2和IFN-β的缺失會阻抗脂多糖誘導內毒素性休克（endotoxin shock），而STAT1缺失的小鼠則比較容易受到感染。
Tyk2抑制劑的發展可能可以作為治療類風溼性關節炎的藥品。

## 臨床上的重要性
TYK2基因的突變與高免疫球蛋白E症候群（Hyperimmunoglobulin E syndrome，HIES），一種造成血漿中免疫球蛋白IgE濃度不正常升高的疾病相关。

## 交互作用
酪氨酸激酶2已知能与FYN、PTPN6、IFNAR1、Ku80以及GNB2L1发生相互作用。

## 延伸阅读
- Firmbach-Kraft I, Byers M, Shows T;  et al. . Oncogene. 1990, 5 (9): 1329–36. PMID 2216457.
- Partanen J, Mäkelä TP, Alitalo R;  et al. . Proc. Natl. Acad. Sci. U.S.A. 1991, 87 (22): 8913–7. PMC 55070 . PMID 2247464. doi:10.1073/pnas.87.22.8913.
- Colamonici O, Yan H, Domanski P;  et al. . Mol. Cell. Biol. 1994, 14 (12): 8133–42. PMC 359352 . PMID 7526154.
- Novak U, Harpur AG, Paradiso L;  et al. . Blood. 1995, 86 (8): 2948–56. PMID 7579387.
- Domanski P, Yan H, Witte MM;  et al. . FEBS Lett. 1995, 374 (3): 317–22. PMID 7589562. doi:10.1016/0014-5793(95)01094-U.
- Yetter A, Uddin S, Krolewski JJ;  et al. . J. Biol. Chem. 1995, 270 (31): 18179–82. PMID 7629131. doi:10.1074/jbc.270.31.18179.
- Maruyama K, Sugano S. . Gene. 1994, 138 (1-2): 171–4. PMID 8125298. doi:10.1016/0378-1119(94)90802-8.
- Trask B, Fertitta A, Christensen M;  et al. . Genomics. 1993, 15 (1): 133–45. PMID 8432525. doi:10.1006/geno.1993.1021.
- Platanias LC, Uddin S, Yetter A;  et al. . J. Biol. Chem. 1996, 271 (1): 278–82. PMID 8550573. doi:10.1074/jbc.271.1.278.
- Gauzzi MC, Velazquez L, McKendry R;  et al. . J. Biol. Chem. 1996, 271 (34): 20494–500. PMID 8702790. doi:10.1074/jbc.271.34.20494.
- Uddin S, Gardziola C, Dangat A;  et al. . Biochem. Biophys. Res. Commun. 1996, 225 (3): 833–8. PMID 8780698. doi:10.1006/bbrc.1996.1259.
- Zou J, Presky DH, Wu CY, Gubler U. . J. Biol. Chem. 1997, 272 (9): 6073–7. PMID 9038232. doi:10.1074/jbc.272.9.6073.
- Miyakawa Y, Oda A, Druker BJ;  et al. . Blood. 1997, 89 (8): 2789–98. PMID 9108397.
- Uddin S, Sher DA, Alsayed Y;  et al. . Biochem. Biophys. Res. Commun. 1997, 235 (1): 83–8. PMID 9196040. doi:10.1006/bbrc.1997.6741.
- Burfoot MS, Rogers NC, Watling D;  et al. . J. Biol. Chem. 1997, 272 (39): 24183–90. PMID 9305869. doi:10.1074/jbc.272.39.24183.
- Gauzzi MC, Barbieri G, Richter MF;  et al. . Proc. Natl. Acad. Sci. U.S.A. 1997, 94 (22): 11839–44. PMC 23625 . PMID 9342324. doi:10.1073/pnas.94.22.11839.
- Suzuki Y, Yoshitomo-Nakagawa K, Maruyama K;  et al. . Gene. 1997, 200 (1-2): 149–56. PMID 9373149. doi:10.1016/S0378-1119(97)00411-3.
- Ahmad S, Alsayed YM, Druker BJ, Platanias LC. . J. Biol. Chem. 1997, 272 (48): 29991–4. PMID 9374471. doi:10.1074/jbc.272.48.29991.